# Julien Koch
Julien Jacques Marie Koch, né le 25 avril 1842 à Anvers et y décédé le 17 décembre 1921 fut un homme politique catholique belge.
Koch fut industriel, directeur de la Koch et Reis à Anvers.
Koch fut élu conseiller communal d'Anvers (1895-1911), député d'Anvers (1892-1900), sénateur de l'arrondissement d'Anvers (1912-1921).

## Généalogie
- Il fut fils de Jean Jacques et Victoria Peeters.

## Sources
- Bio sur ODIS